# Svenska Högarna fyr
Svenska Högarna fyr ist ein Leuchtturm auf der größten Insel Storön der schwedische Inselgruppe Svenska Högarna. Die Inselgruppe liegt in einem Naturschutzgebiet im Blidö socken in der Norrtälje kommun, Stockholms län im Stockholmer Schärengarten.

## Geschichte
Das Leuchtfeuer auf Storön wurde 1855 errichtet, welches 1874 durch einen von Gustav von Heidenstam gebauten Leuchtturm ersetzt wurde. Dieser Turm besteht aus Eisen mit Fachwerkverstrebungen.
Es ist der einzige von Heidenstam gebaute Leuchtturm im Stockholmer Schärengarten. Der Leuchtturm wurde 1966 automatisiert und ist seit 1968 unbesetzt.

## Beleuchtung
Seit 1965 wird die Beleuchtungseinrichtung mit einer Lichtstärke von 12.000 cd elektrisch betrieben. Der Strom wird mit einem Dieselaggregat erzeugt.

## Nebelsignal
Bei Nebel kommt zusätzlich ein Typhon mit einer Schallfolge mit einem langen und einen kurzen Ton innerhalb 60 Sekunden zur Anwendung (6 + 4 + 2 + 48).

## Bilder

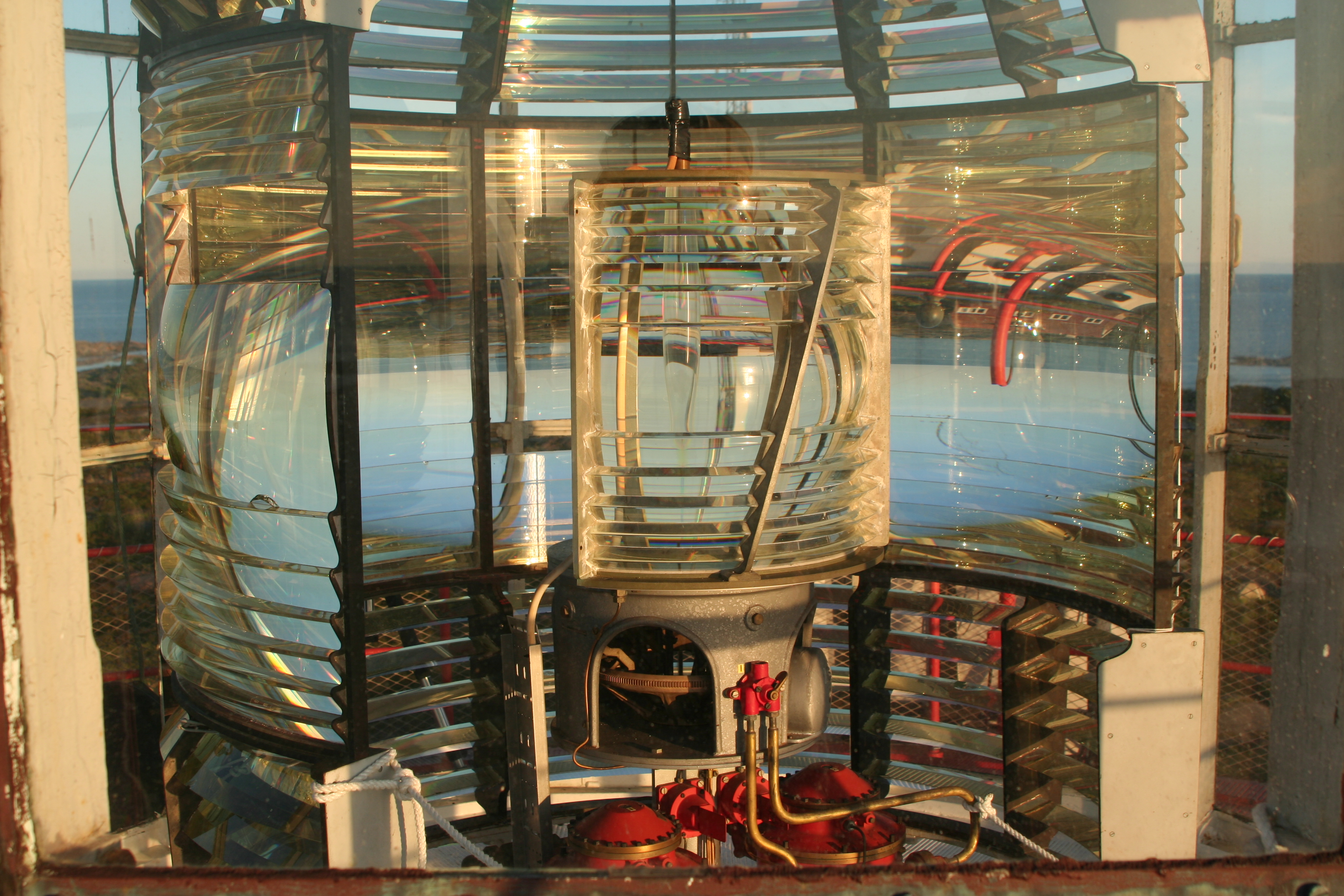
Svenska Högarna fyr, Linsenanordnung
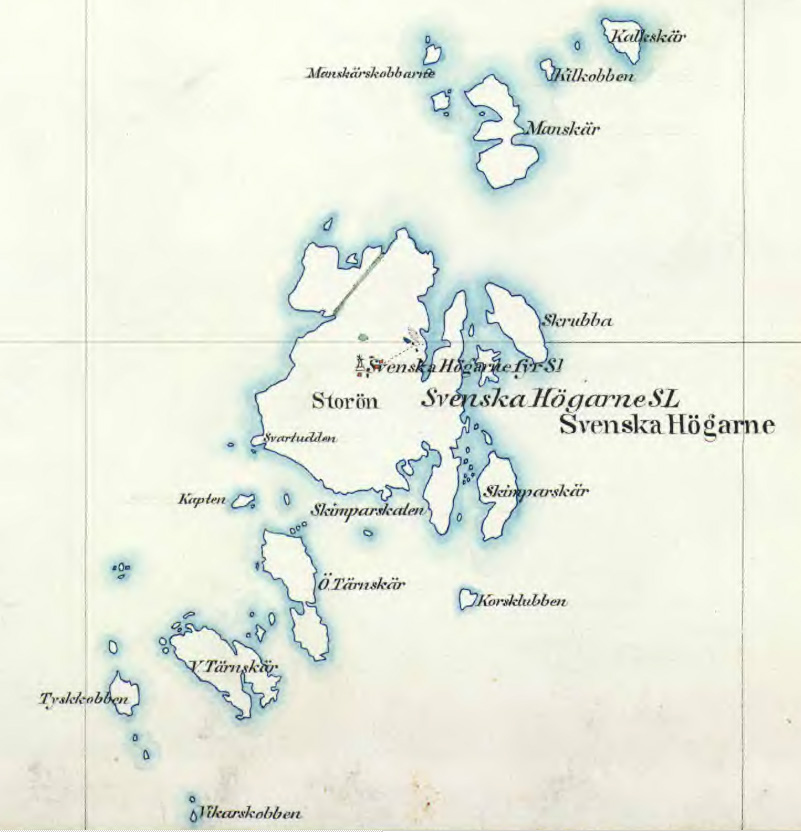
Landkarte von 1901
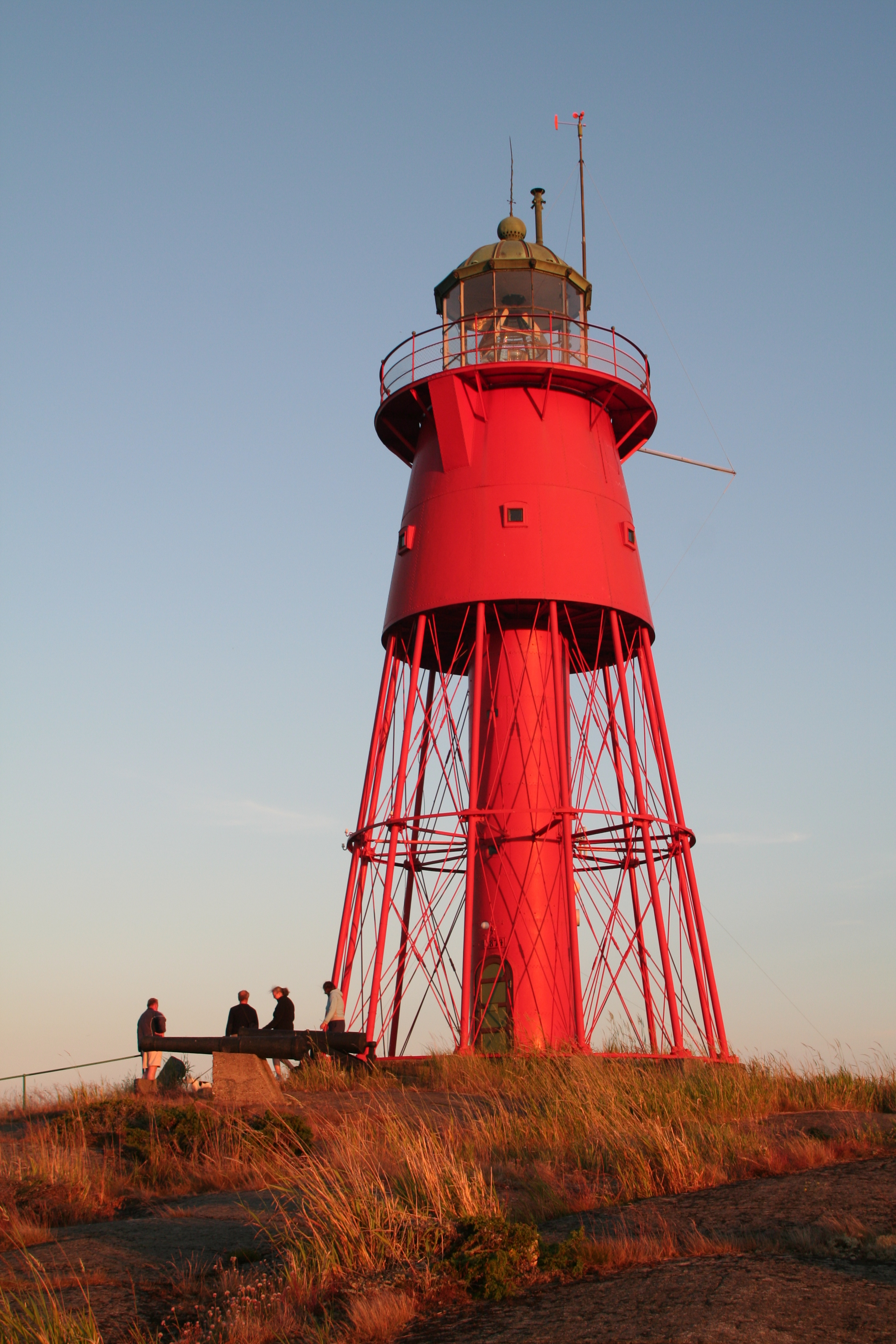
Svenska Högarna fyr
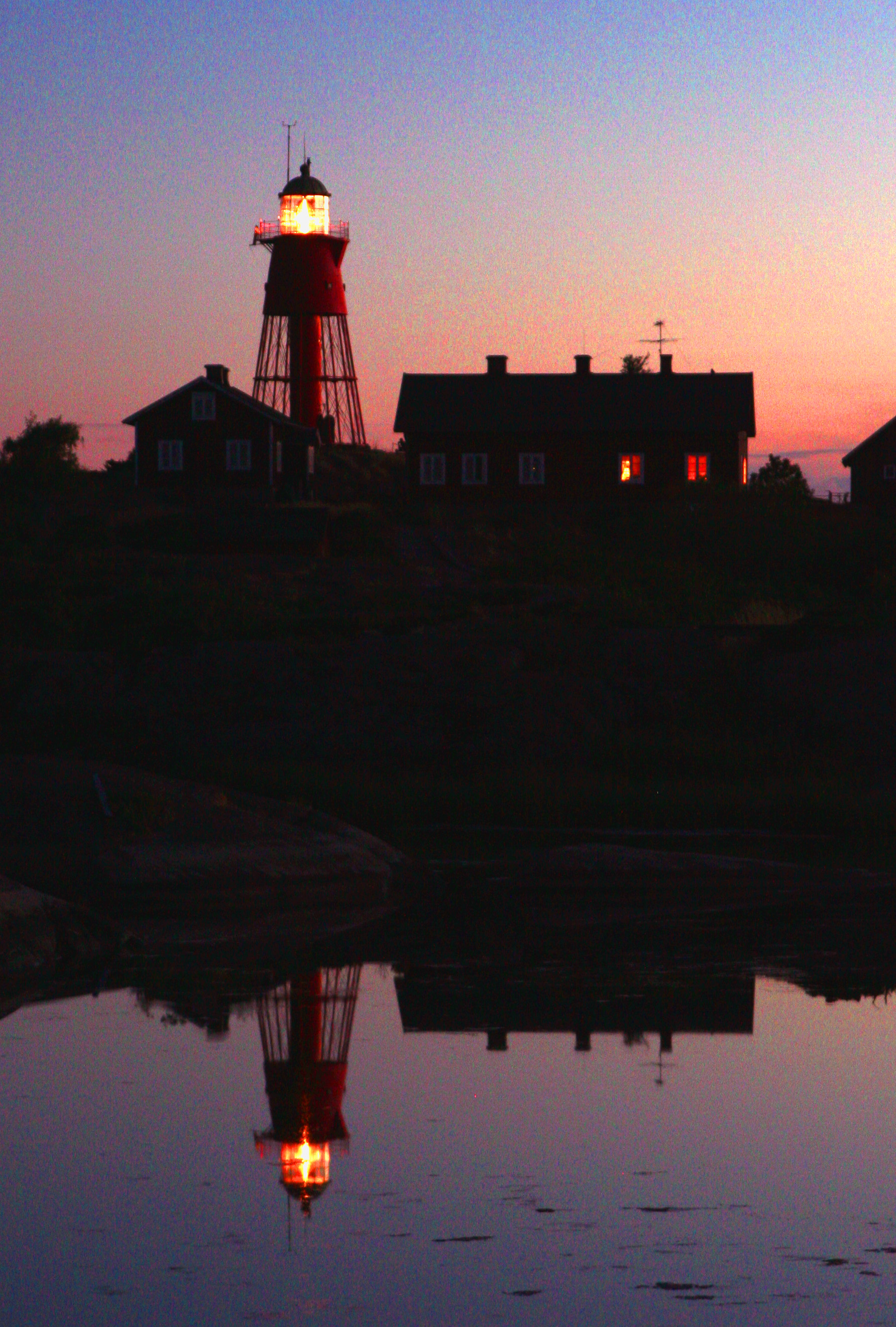
Spiegelbild des Svenska Högarna fyr